# Victor Vreuls
Victor Vreuls (Verviers, 1876 - Sint-Joost-ten-Node, 1944) fou un compositor belga.
Va fer els primers estudis de música a la seva ciutat nadiua i més tard en el Conservatori de Lieja i sota la direcció de Vincent d'Indy, a París. El 1929 entrà com a director del Conservatori de Luxemburg. El 1903 aconseguí el Premi Picard de l'Academie libre de Bèlgica.
Prolífic i inspirat compositor, la seva obra compren fins a nombroses composicions per a orquestra, entre les quals destaquen: * Diversos poemes simfònics,
- Un Adagi, per a instruments de corda,
- Un Poème, per a violoncel amb acompanyament d'orquestra,
- Un Tryptique, per a cant i orquestra,
- Una Simfònia,
- Un Quartet, amb piano,
- Un Trio,
- Una Sonata, per a violí,
- Ardene, per a violí i piano.

També va compondre l'òpera Olivier le Simple, estrenada amb bon èxit a Brussel·les el 1922, lieder i molta música per a piano.